# Thorbecke Voortgezet Onderwijs
Thorbecke Voortgezet Onderwijs is een openbare scholengemeenschap in Rotterdam.
De scholengemeenschap heeft 3 locaties in Prins Alexander en een locatie in Nieuwerkerk aan den IJssel. De hoofdlocatie aan de Prinsenlaan biedt onderwijs op havo- en vwo-niveau. Aan de Merkelbachstraat staat een aparte mavo-locatie en aan de Prins Alexanderlaan is het vmbo voor Sport & Dans te vinden. In Nieuwerkerk aan den IJssel wordt zowel mavo als onderbouw havo/vwo onderwijs geboden.
Leerlingen kunnen uit diverse profielen kiezen, "Highschool" profielen genaamd. Binnen deze profielen krijgen leerlingen extra lessen in hun gekozen sport (voetbal, basketbal, hockey, tennis enz.) of in dans. 
Thorbecke is een zogenaamde LOOT-school. Dat wil zeggen dat topsporters op Thorbecke aangepaste roosters krijgen die aangepast zijn aan hun trainingstijden en wedstrijden. Er hebben dan ook veel bekende sporters op Thorbecke VO gezeten. Tijdens het WK voetbal 2014 werd hier in de media veel aandacht aan besteed, omdat acht van de selectiespelers van Oranje op Thorbecke VO gezeten hebben als leerling. Het betrof Jordy Clasie, Leroy Fer, Jonathan de Guzman, Daryl Janmaat, Terence Kongolo, Bruno Martins Indi, Robin van Persie, Stefan de Vrij en Georginio Wijnaldum.